# Duas Igrejas (Paredes)
Duas Igrejas es una freguesia portuguesa del concelho de Paredes, con 4,10 km² de superficie y 3.843 habitantes (2001). Su densidad de población es de 937,3 hab/km².